# Roggia Seriola
La roggia Seriola è un corso d'acqua che scorre nel territorio del Comune di Vicenza.
Il nome Seriola è comune in Lombardia e deriva da serio, termine che in passato designava un canale artificialmente creato per azionare le ruote di mulini, magli o gualchiere, le macchine usate per rassodare i panni.

## Storia

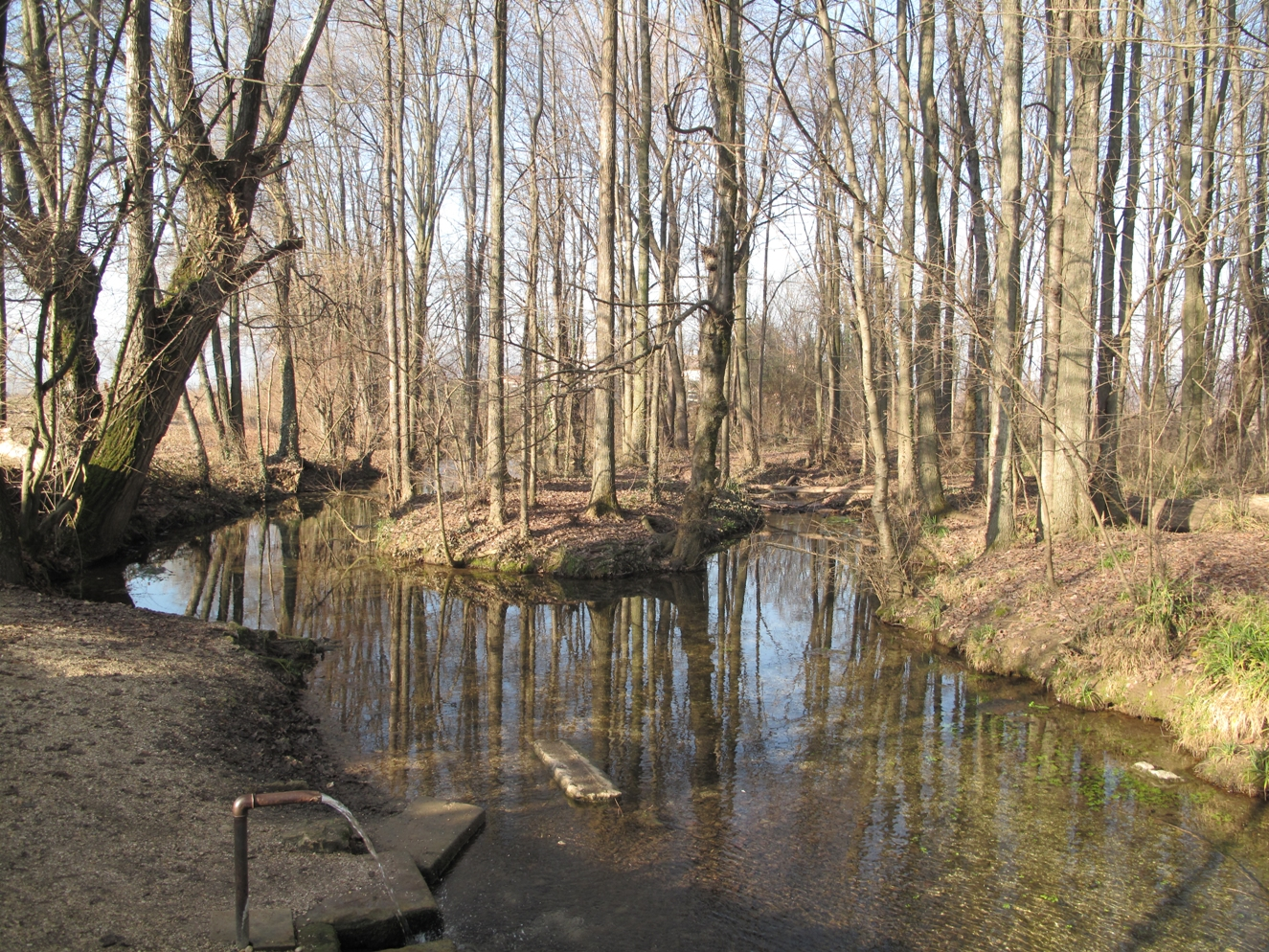
Sorgenti della Roggia Seriola a Maddalene, Vicenza

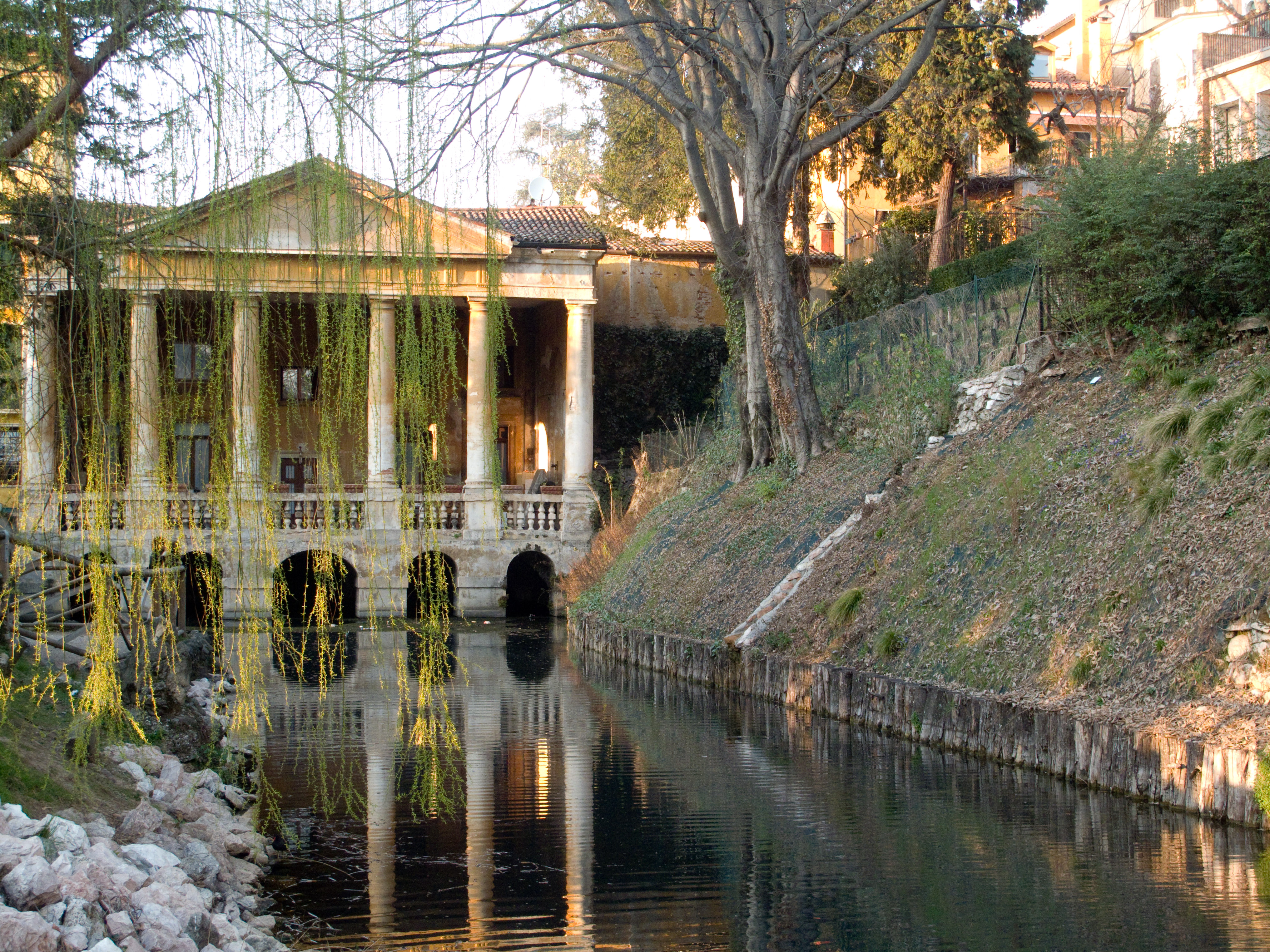
La Loggia Valmarana si affaccia su quello che era il letto della roggia Seriola ai Giardini Salvi nel centro storico di Vicenza.

## Percorso
Nel Seicento Francesco Barbarano de' Mironi ricordava che la Seriola nasce "al Monticello di S. Maria Maddalena, scorre per Vicenza, fa girare molti molini, produce preziosissimi gamberi e nell'uscire dalla città, finisce nel Bacchiglione, appresso l'Isola". L'utilizzo dell'acqua per la pesca, per lavare i panni e per la forza motrice, seppur limitato quest'ultimo dopo l'invenzione della macchina a vapore, è continuato fino al Novecento, quando l'acqua alimentava ancora un mulino vicino a Porta Santa Croce, uno in Campo Marzo e le macchine di una filanda in contrà SS. Apostoli.
La roggia nasce a pochi chilometri a nord della città in località Maddalene Vecchie. L'acqua affiora dal sottosuolo da polle (boi o bojette per l'aspetto dell'acqua che sembra ribollire) in comunicazione tra loro e con il laghetto detto La Boja delle Maddalene e fa parte del sistema di risorgive che alimentano gli acquedotti cittadini. Durante tutto l'anno sgorga alla temperatura di 12 - 13 gradi. Il boschetto che ricopre le risorgive della Seriola è formato da olmi, salici, ontani e sovrasta un sottobosco abbastanza folto.
Uscita da Maddalene, la roggia scorre lungo le pendici di Monte Crocetta, riceve ulteriore acqua da alcuni fossati, passa vicino a Cà Beregane - nel Settecento forniva l'acqua ai giardini della Villa Beregan - Pertile, e punta in direzione sud-est verso Vicenza.
Un tempo l'acqua proseguiva lungo viale Pasubio, viale Trento e viale Mazzini, entrava in città e scorreva sotto le antiche mura nella contrà dal significativo nome di Cantarane per riaffiorare nei Giardini Salvi, lambire il lato nord di Campo Marzo e confluire nel fiume Retrone pochi metri a sud del Ponte Furo in viale Eretenio. Intorno al 1365, infatti, la roggia era stata deviata per costituire il fossato che affiancava le mura scaligere sul lato ovest della città, continuare poi nel lato sud dove già costeggiava Mure Pallamaio, ed essere così parte del sistema difensivo di Vicenza.
A partire dagli anni sessanta del Novecento, invece, la roggia è stata nuovamente deviata per cui, all'altezza di viale Pasubio, ora confluisce nel Bacchiglione. Sarebbe perciò tecnicamente inesatto chiamare ancora Seriola - così come i vicentini comunemente fanno - quella che oggi scorre nei Giardini Salvi, attualmente un bacino chiuso di acqua che viene pescata da falde sotterranee, filtrata, ossigenata e posta forzatamente in circolo da pompe idrauliche.